# Villognon
Villognon – miejscowość i gmina we Francji, w regionie Nowa Akwitania, w departamencie Charente.
Według danych na rok 1990 gminę zamieszkiwało 400 osób, a gęstość zaludnienia wynosiła 44 osób/km² (wśród 1467 gmin regionu Poitou-Charentes Villognon plasuje się na 627. miejscu pod względem liczby ludności, natomiast pod względem powierzchni na miejscu 880.).